# 船橋警察署
船橋警察署（ふなばしけいさつしょ）は、千葉県警察が管轄する警察署。大規模警察署であり、署長は警視正。第2方面の代表警察署。

## 所在地
- 千葉県船橋市市場四丁目18番1号

## 管轄区域
- 船橋市の中央部、南部および西部

## 庁舎概要
船橋警察署庁舎
- 竣工年：1979年
- 延床面積：5,143m²
- 構造/規模：SRC造、地上6階/地下1階

船橋警察署倉庫、車庫
- 竣工年：1979年
- 延床面積：756m²
- 構造/規模：S造、地上S階

## 沿革
- 1880年：開署
- 1982年：船橋東警察署を分離、「船橋西警察署」に改称
- 1991年：鎌ケ谷警察署を分離、旧称に戻す

## 交番
- 海神交番（船橋市海神6丁目26番23号）
- 行田交番（船橋市行田2丁目1番5号）
- 新船橋駅前交番（船橋市山手1丁目3番4号）
- 中山駅前交番（船橋市本中山2丁目17番37号）
- 夏見交番（船橋市夏見台6丁目4番3号）
- 西船橋駅前交番（船橋市西船4丁目27番9号）
- 浜町交番（船橋市浜町2丁目1番20号）
- 東船橋駅前交番（船橋市東船橋2丁目7番1号）
- 船橋駅前交番（船橋市本町1丁目1番10号）
- 法典交番[注 1]（船橋市上山町3丁目622番1号）
- 緑台交番（船橋市緑台1丁目1番1号）
- 宮本交番（船橋市東船橋4丁目7番14号）

## 駐在所
- 高根駐在所（船橋市高根町1471番地4）

- 藤原駐在所（船橋市藤原1丁目4番12号）